# Palm Heinrich Ludwig von Boguslawski
Palm (o Palon) Heinrich Ludwig (Pruß) von Boguslawski (7 de septiembre de 1789 - 5 de junio de 1851) fue un profesor de astronomía alemán, director del observatorio en Breslavia (Wrocław). Descubrió en 1835 el cometa que lleva su apellido, con el código de referencia C/1885 H1.

## Semblanza
Nacido en Magdeburgo, Boguslawski conoció durante su estancia en la Academia Militar Prusiana de Berlín entre 1811 y 1812 a Johann Elert Bode (1747-1826), autor del Atlas Celestial Uranographia, y por entonces director del observatorio de Berlín.
Boguslawski fue oficial de artillería en el Ejército Prusiano durante la invasión napoleónica de Rusia (1812), retirándose de la milicia con el grado de hauptmann (capitán).
Astronomía
Después de la guerra, se trasladó a vivir a las tierras de su familia en los alrededores de Breslau. En 1831 consiguió el cargo de conservador en el observatorio de Breslau, y fue nombrado en 1836 profesor honorario en la Universidad de Breslau.
En la noche del 20 de abril al 21 de abril de 1835, Boguslawski detectó un cometa, estimó su trayectoria, y publicó su descubrimiento en el Herr Geheimer Ober-Regierungs-Rath. Este cometa (también conocido como 1835 H1) recibió su nombre.
También realizó observaciones y cálculos valiosos de los cometas Biela, Encke y Halley, publicó contribuciones en revistas de astronomía y participó en la edición de la revista Urano desde 1842 hasta su muerte en 1851.
En la universidad contó con el respaldo de los físicos Ernst Carl Gottfried Wilhelm (1794-1843) y Ernst Karl Gustav Theodor Pinzger (1819-1882). También intervino en el "Schlesische Gesellschaft für vaterländische Kultur".

## Reconocimientos
- El cometa Boguslawski fue bautizado con el nombre de su descubridor
- Recibió la primera "Medalla de Oro del Cometa" por su trabajo al identificar el Cometa Boguslawski, y fue galardonado con el Premio Lalande en 1835.
- El cráter lunar Boguslawsky recibió este nombre en su memoria.[2]